# Vejovis
Vejovis nebo Vejove byl římský bůh etruského původu.

## Reprezentace a uctívání
Vejovis byl zobrazen jako mladý muž, držel v ruce hromadu šípů, pilum nebo blesky a byl doprovázený kozou. Římané věřili, že Vejovis byl jedním z prvních bohů. Byl bůh uzdravení a byl spojen s řeckým Asklépiem.  Většinou byl uctíván v Římě a Bovillae v Latiu. Na Kapitolu a na Tiberském ostrově byly na jeho počest postaveny chrámy. 
Přestože byl spojen s vulkanickými erupcemi, jeho původní role a funkce jsou pro nás utajené.  Občas je ztotožněn s Apollem a mladým Jupiterem.  

### Chrám
Měl chrám mezi dvěma vrcholy Kapitolu v Římě, kde jeho socha nesla hromadu šípů a stála vedle sochy kozy.

### Oběti
Na jaře mu bylo obětováno mnoho koz, aby odvrátily mor. Gellius nás informuje, že Vejovis obdržel oběť kozy obětované v ritu humano  tato nejasná fráze by mohla znamenat „po způsobu lidské oběti “. 

## Festivaly
Vejovis měl v římském kalendáři tři svátky: 1. ledna, 7. března a 21. května. 